# フランク・フォス
フランク・フォス (Frank Kent Foss、1895年5月9日 - 1989年4月5日)は、アメリカ合衆国の陸上競技選手。1920年アントワープオリンピックの金メダリストである。

## 経歴
フォスは、棒高跳の選手で、1919年8月に4.05mの世界新記録を樹立。翌年のアントワープ大会では、自らの持つ世界記録を更新し、4.09mで、2位のデンマークのヘンリー・ペテルセン、3位のアメリカのエドウィン・マイヤーズらをおさえ金メダルを獲得した。